# Plagioklaas

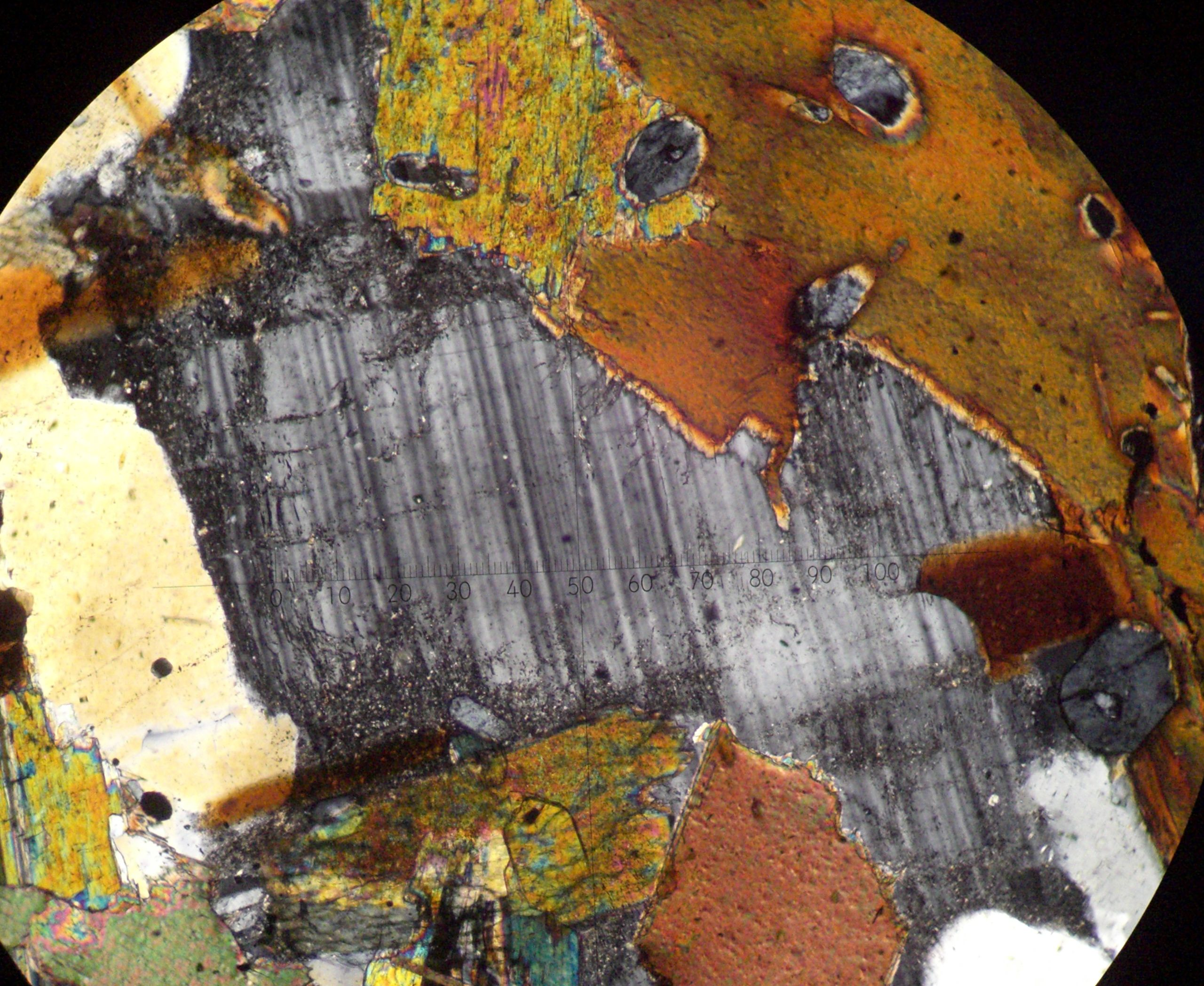

De mineralen-reeks plagioklaas (Oudgrieks: πλάγιος (plágios), scheef en κλάσις  (klásis), het breken, breuk) is een groep van aluminium-tectosilicaten die behoren tot de veldspaten met samenstellingen tussen de eindleden albiet-anorthiet, met albiet als natrium-houdend en anorthiet als calcium-houdend uiterste mineraal. De reeks van mineralen is een zogenaamde vaste oplossing.

## Plagioklaas-reeks
- Albiet - NaAlSi3O8
- Oligoklaas
- Andesien
- Labradoriet
- Bytowniet
- Anorthiet - CaAl2Si2O8

De kristallografie van de veldspaten varieert sterk met de samenstelling en is vrij complex. De symmetrie varieert van monoklien tot triklien. Algemeen komen meerdere systemen van splijting voor, ook bestaan er hoge en lage temperatuursvormen.

## Voorkomen
De individuele plagioklaasmineralen, gewoonlijk verkort aangeduid als plagioklaas, zijn belangrijke gesteentevormende mineralen in zowel felsische stollings-, metamorfe als sedimentaire gesteenten. Een veel voorkomende kleur van plagioklaaskristallen is melkwit en daarmee is het een vrij gemakkelijk te herkennen mineraal in gesteenten.